# Ribao
Ribao est un village de la commune de Mayo-Darlé situé dans la région de l'Adamaoua et le département du Mayo-Banyo au Cameroun, à proximité de la frontière avec le Nigeria.

## Population
En 1967, Ribao comptait 1 184 habitants, principalement Mambila.
Lors du recensement de 2005, 2 073 personnes y ont été dénombrées.